# Simulium stellatum
Simulium stellatum är en tvåvingeart som beskrevs av Gil-azevedo, Figueiro och Maia-herzog 2005. Simulium stellatum ingår i släktet Simulium och familjen knott. Inga underarter finns listade i Catalogue of Life.